# 2 Dywizja Polowa Luftwaffe
2 Dywizja Polowa Luftwaffe (niem. 2 Luftwaffe Feld Division) – utworzona na terenie Niemiec we wrześniu 1942.
Pod koniec 1942 r. dywizja dołączyła do Grupy Armii Środek. W 1943 r. walczyła początkowo pod Smoleńskiem, później pod Newlem i Witebskiem ponosząc ciężkie straty. W listopadzie 1943 roku została przemianowana (jak wszystkie dywizje polowe Luftwaffe) na 2 Feld Division (L) i przydzielona do wojsk lądowych. Na początku 1944 r. dywizję rozwiązano, ocalałe pododdziały włączono do 6 Dywizji Polowej Luftwaffe.

## Skład bojowy dywizji (1942)
- I-IV bataliony strzelców polowych
- 2 polowy batalion artylerii Luftwaffe
- 2 polowa kompania fizylierów Luftwaffe
- 2 polowy batalion przeciwpancerny Luftwaffe
- 2 polowy batalion inżynieryjny Luftwaffe
- 2 polowy batalion przeciwlotniczy Luftwaffe
- 2 polowa kompania łączności Luftwaffe
- 2 polowe dywizyjne oddziały zaopatrzeniowe Luftwaffe

## Dowódcy dywizji
- Oberst Hellmuth Pätzold (od września 1942)
- Generalmajor (Generalleutnant) Karl Becker (od 1 stycznia 1943)